# Palazzo dello Spedale di San Giovanni Battista
Il palazzo dello Spedale di San Giovanni Battista è un edificio civile del centro storico di Firenze, situato in piazza San Giovanni 30r angolo via de' Martelli 1.

## Storia e descrizione
In quest'area era l'antico spedale di San Giovanni Battista, poi demolito e ricostruito come sede dell'omonima Opera che gestiva la costruzione e l'abbellimento del battistero, amministrata dall'Arte di Calimala, e quindi adattato a edificio di abitazione. 

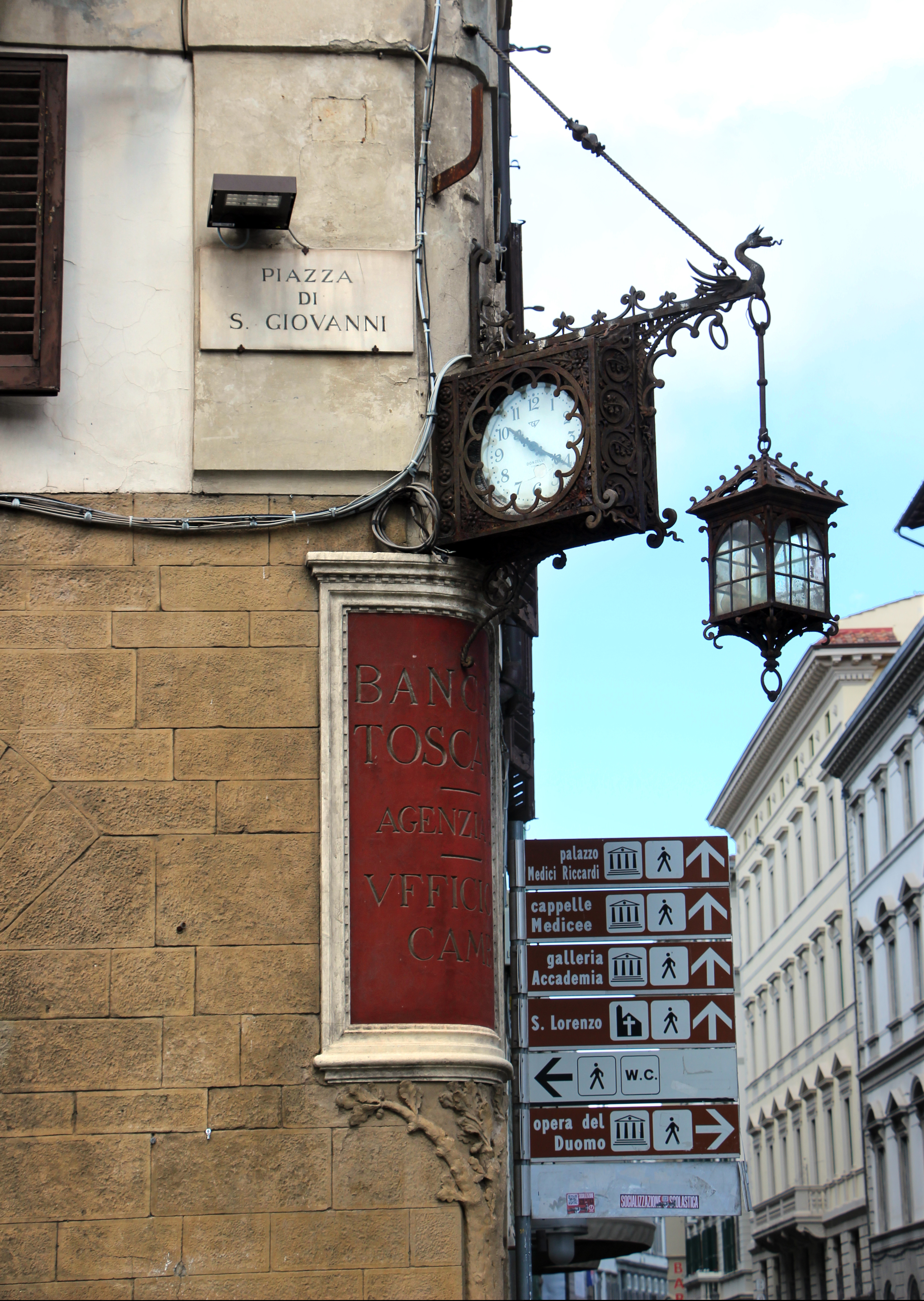
La cantonata con l'orologio neogotico

Oggi si presenta completamente trasformato e di carattere moderno, a quattro piani più un mezzanino, con tre assi su via de' Martelli e due a guardare la piazza di San Giovanni, questi ultimi segnati da un balcone al secondo piano. Delle antiche origini recano ancora memoria le due lastre di pietra scolpita poste sulla cantonata, l'una con il giglio, arme del Comune, l'altra con la croce, arme del Popolo, che Marcello Jacorossi indicò come quattrocentesche, ma che sembrano di fattura ben più recente. 
Al terreno, verso il battistero e per il primo asse di via de' Martelli, è un paramento in pietra con aperture ad arco ribassato e, a definire la porzione bassa della cantonata, un albero fronzuto scolpito nelle bozze, a ricordare la prossimità del luogo dove, secondo la tradizione popolare, sarebbe fiorito un olmo il 26 gennaio 429, al passaggio della salma di san Zanobi (miracolo ricordato anche dalla vicina colonna di San Zanobi). 
Le fronde sorreggono una edicola che racchiude una iscrizione con la denominazione della Banca Toscana (che occupava con una sua agenzia i locali al terreno, ora del Monte dei Paschi di Siena), a sua volta sormontata da un elaborato lavoro in ferro battuto in stile neogotico, con orologio e lanterna. Mentre tutti questi elementi sono di fattura moderna, un ampio arco ribassato al 5 rosso di via de' Martelli indica l'antichità della fabbrica e l'originaria continuità di questa costruzione con quella della casa successiva, al numero 3.

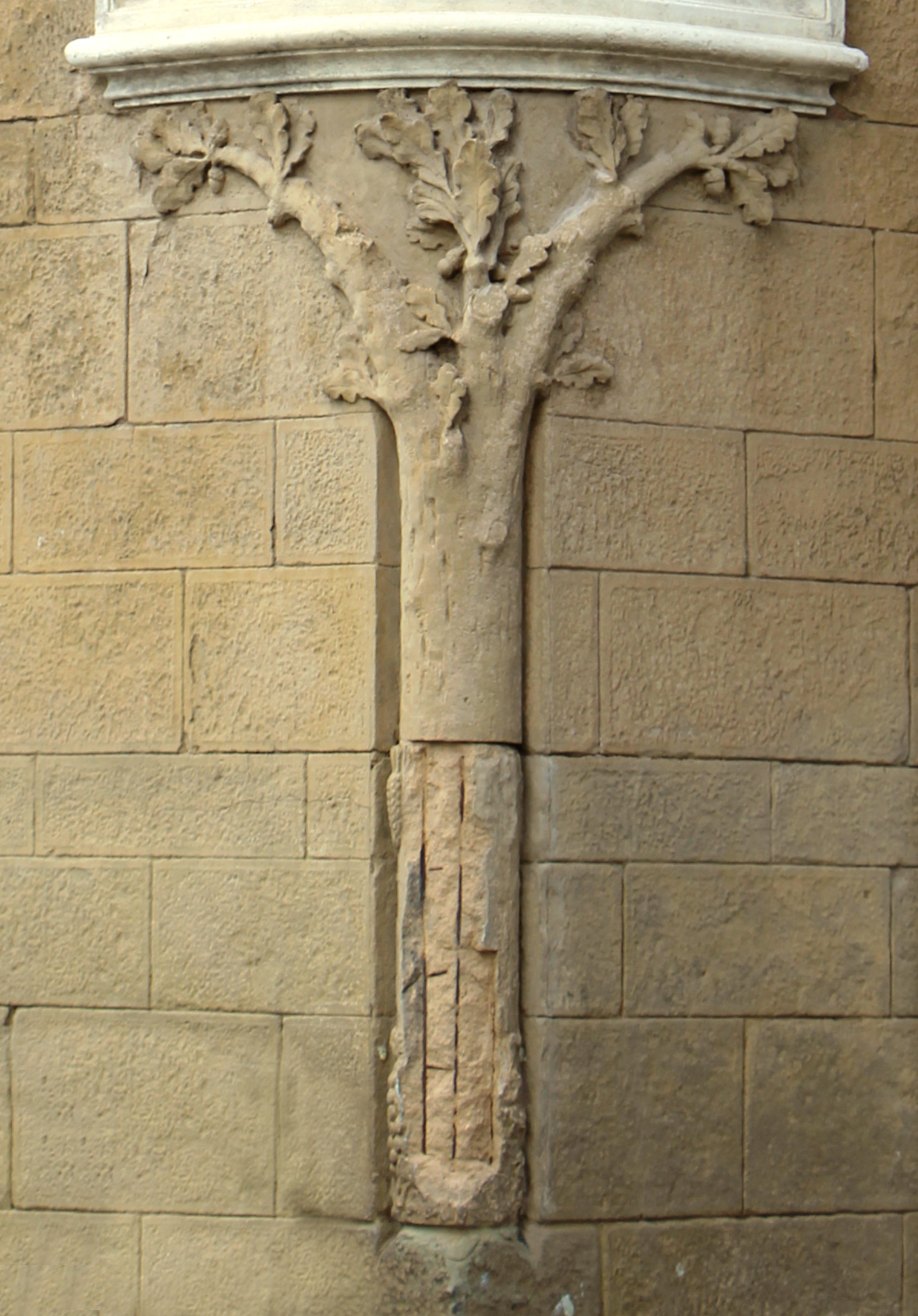
L'albero di San Zanobi